# Coscineuscelus nigricornis
Coscineuscelus nigricornis es una especie de coleóptero de la familia Attelabidae.

## Distribución geográfica
Habita en Brasil.